# Vinalia
Die Vinalia waren zwei altrömische Weinfeste, die dem Jupiter geweiht waren.
An den Vinalia Priora („erstes Weinfest“), die am 23. April gefeiert wurden, brachte man vom neuen Wein ein Trankopfer dar.
Das zweite Fest, die Vinalia Rustica („ländliches Weinfest“) bzw. Vinalia altera („zweites Weinfest“; nur bei Plinius), fand am 19. August statt.
Varro behauptet, dass das Fest der Venus geweiht sei, leitet das aber wohl lediglich davon ab, dass das Stiftungsfest des ältesten stadtrömischen Tempels der Venus ebenfalls auf den 19. August fiel. Am 19. August war der Weihetag (Natalis templi) des Venustempels beim Circus Maximus und des Heiligtums in luco Libitinae.
Das dritte römische Weinfest, die Meditrinalia, waren vermutlich auch dem Jupiter geweiht.